# Dcheira El Jihadia
Dcheira El Jihadia (arabisch الدشيرة الجهادية, DMG ad-Dšayra al-Ǧihādiyya, taschelhit ⴷⵛⵉⵔⴰ ⵍⵊⵉⵀⴰⴷⵉⵢⴰ Dšira Ljihadiya) ist mit ca. 115.000 Einwohnern die drittgrößte Stadt (municipalité) der Präfektur Inezgane-Aït Melloul im Großraum von Agadir im Südwesten Marokkos.

## Lage und Klima
Dcheira El Jihadia liegt in einer Höhe von nur ca. 15 m knapp 10 km (Fahrtstrecke) südöstlich von Agadir auf dem Nordufer des Oued Souss im Westen der Souss-Ebene; die Nachbarstädte Inezgane und Aït Melloul sind jeweils nur ca. 10 km entfernt. Das Klima in Dcheira El Jihadia ist meist heiß und trocken; der spärliche Regen (ca. 235 mm/Jahr) fällt nahezu ausschließlich im Winterhalbjahr.

## Bevölkerungsentwicklung
| Jahr      | 1994   | 2004   | 2014    | 2024    |
| Einwohner | 72.251 | 89.367 | 100.336 | 113.041 |

Der rapide Bevölkerungsanstieg ist im Wesentlichen auf die Zuwanderung von Berberfamilien aus den umliegenden Bergregionen des Hohen Atlas oder des Antiatlas zurückzuführen.

## Wirtschaft
War der Ort ehedem eine kleine Bauerngemeinde im Westen der Souss-Ebene, so spielen mittlerweile Handel, Handwerk und diverse Dienstleistungsunternehmen die dominierende wirtschaftliche Rolle. Der internationale Flughafen Al Massira befindet sich nur ca. 35 km südöstlich.

## Geschichte und Sehenswürdigkeiten
Über die frühere Geschichte des Ortes ist nichts bekannt; die großzügig angelegte moderne Stadt mit ihren – über einem als Garage, Lager oder Geschäft dienenden Erdgeschoss – meist dreistöckigen Wohn- und Geschäftshäusern und ihrem geradlinig verlaufenden Straßennetz verfügt über keinerlei historisch oder kulturell bedeutsame Sehenswürdigkeiten.